# キバナハタザオ
キバナハタザオ（黄花旗竿、学名：Sisymbrium luteum (Maxim.) O.E.Schulz）は、アブラナ科キバナハタザオ属に分類される多年草の1種。中国名は、全叶大蒜芥。

## 特徴
茎は直立し、高さ30-120 cm、時に枝を分け、白毛がある。葉は卵形-卵状披針形で、長さ6-16 cm、先は鋭尖形、基部はくさび形、縁に波状の鋭鋸歯があり、時に羽状に深裂し、両面に白毛があり、葉柄がある。総状花序で、花弁は黄色、倒卵形で長さ10-14 mm。萼片は広線形で、長さ7-9 mm。花期は6-7月。総状花序は果時に、長く伸びる。果実は長角果で開出し、線形で円柱状、先は尖り、長さ8-14cm、幅1.5　mm。種子は褐色で、長楕円形、長さ1.5-2.5　mm、幅0.6-0.8　mm、先に膜質の突起がある。

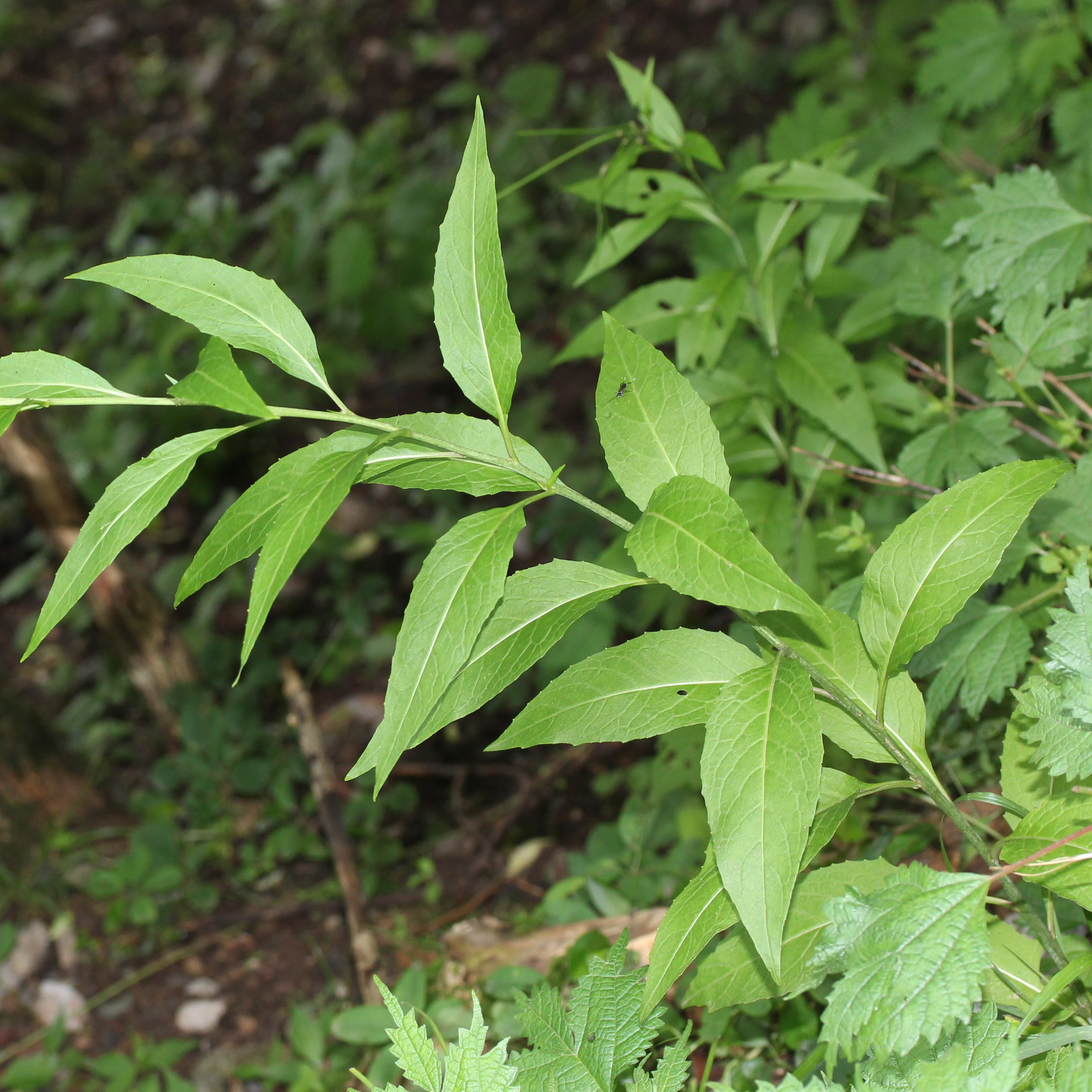
葉は卵形-卵状披針形、葉柄がある
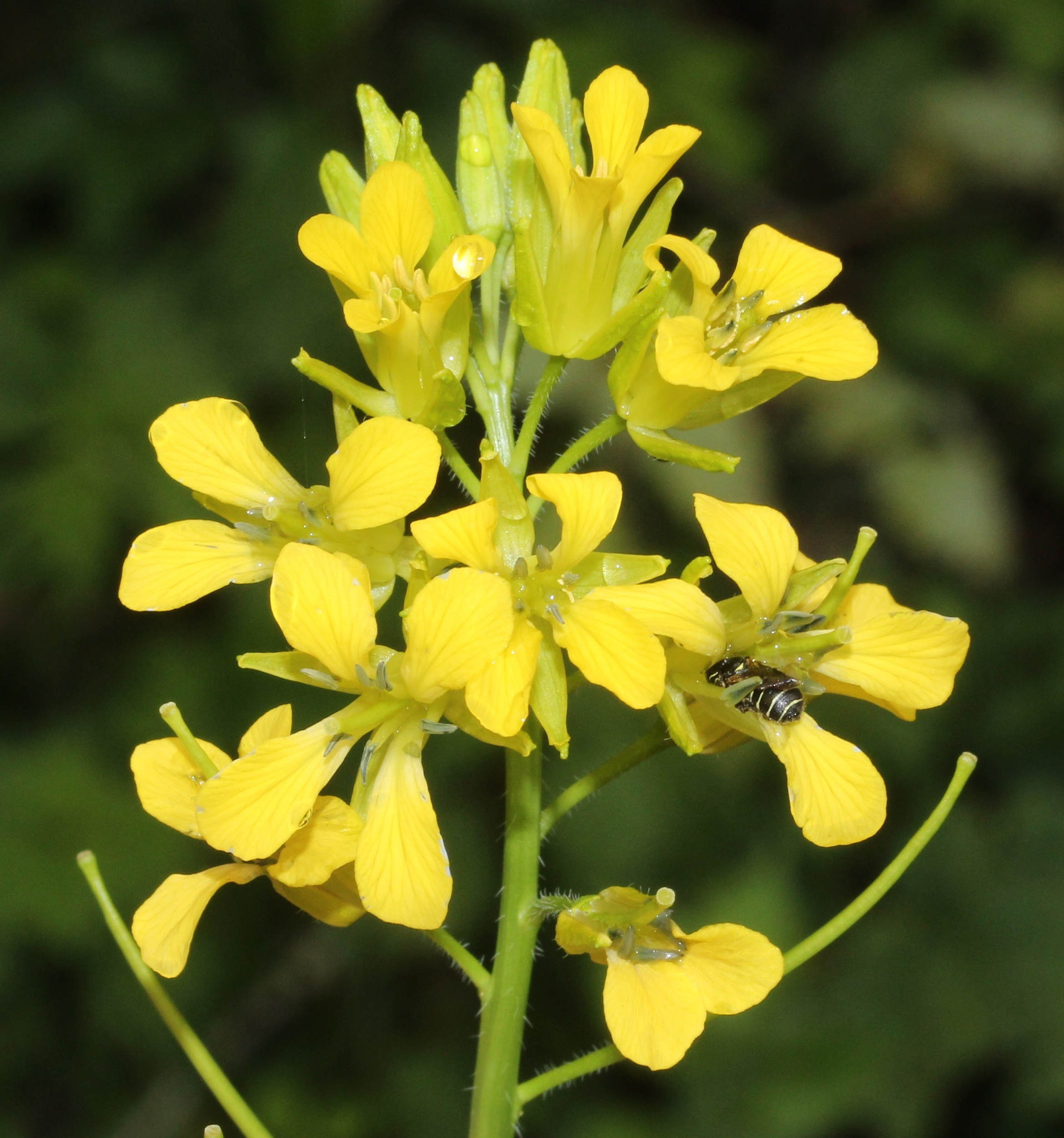
総状花序、黄色の花弁は倒卵形、萼片は広線形
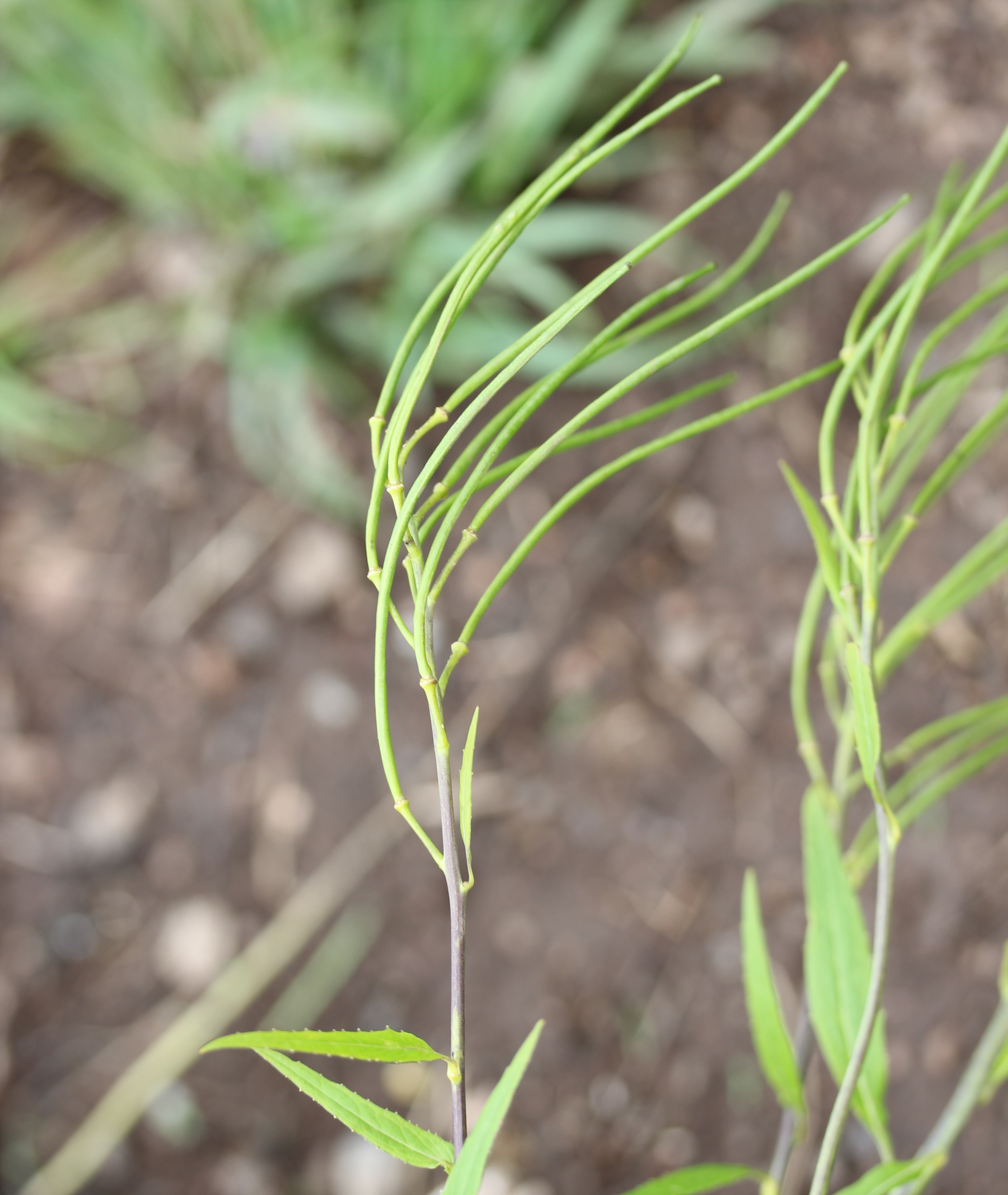
長角果、線形で円柱状

## 分布と生育環境
ロシア（ウスリー）、中国、朝鮮半島、日本に分布する。
日本では、本州と九州に分布し、稀に見られる。キバナハタザオ属は90種ほどが知られているが、日本に自生する種は本種のみで、帰化植物としてはカキネガラシ、イヌカキネガラシなどかなりある。
山地の草地に生育し、石灰岩地を好む。

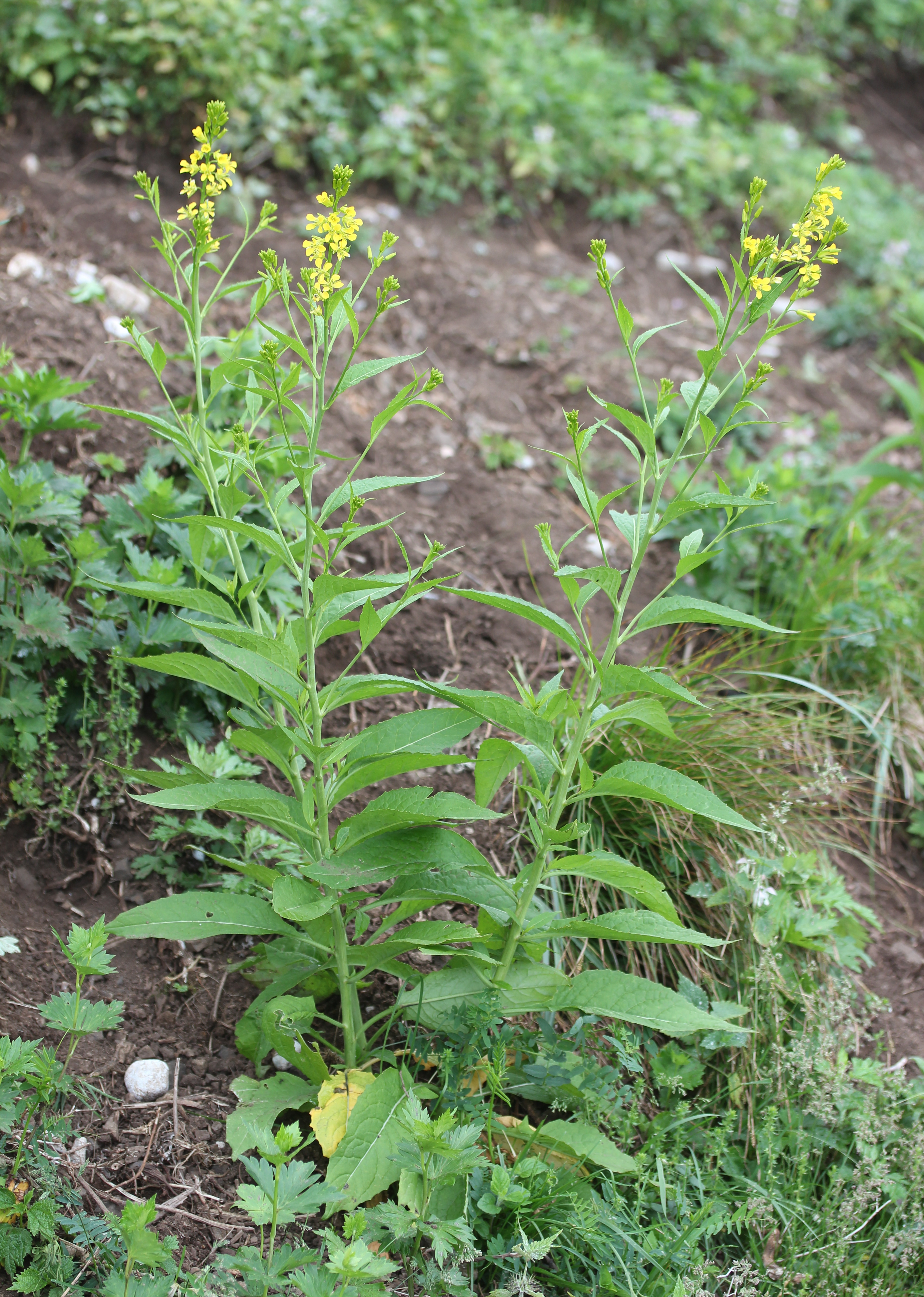
山地の草地に生育するキバナハタザオ
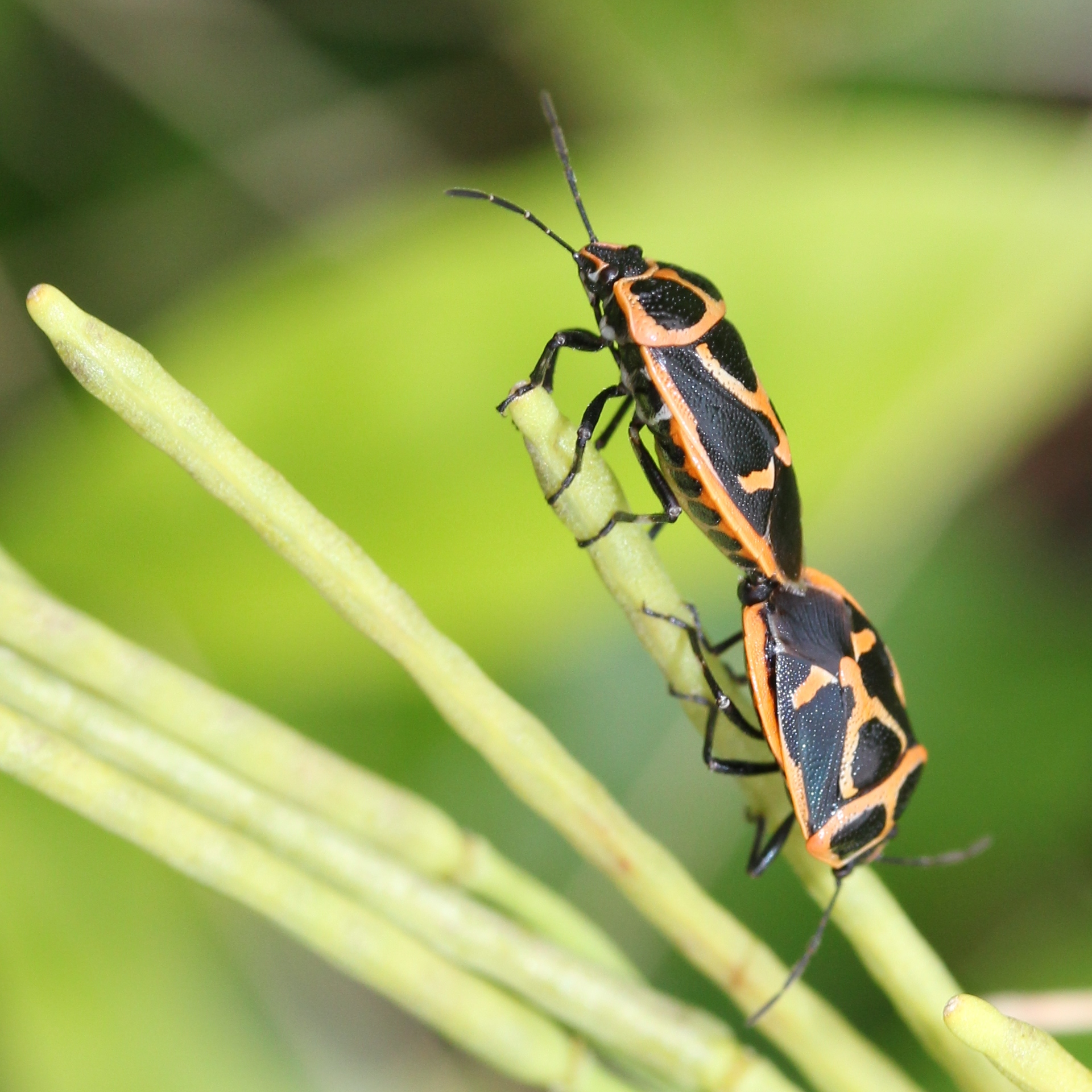
キバナハタザオ上で交尾中のナガメ

## 種の保全状況評価
日本では以下の都道府県で、レッドリストの指定を受けている。秋田県では県立自然公園の指定植物の対象種である。
- 絶滅危惧IA類 - 秋田県[5]、東京都南多摩と西多摩[6]、長崎県[7]、熊本県[8]
- 絶滅危惧I類 - 栃木県[9]、岐阜県[10]、広島県[11]
- 絶滅危惧種 - 奈良県[12]
- 絶滅危惧II類 - 埼玉県[13]
- Bランク - 岩手県[14]
- 情報不足 - 山梨県[15]
- 分布上重要種 - 滋賀県